# 青陽郡
青陽郡（：／ Cheongyang gun */?），是大韓民國忠清南道中部的一個郡。面積479.63平方公里，2006年人口37,194人。下分1邑、9面。

## 歷史
百濟時期分三縣。王氏高麗始稱青陽。1914年青陽、定山兩郡合併，成為現在的青陽郡。

## 行政区划
- 青陽邑（청양읍）
- 雲谷面（운곡면）
- 大峙面（대치면）
- 定山面（정산면）
- 木面（목면）
- 青南面（청남면）
- 長坪面（장평면）
- 南陽面（남양면）
- 化城面（화성면）
- 飛鳳面（비봉면）

## 名人名物
郡內出生的名人有金慧秀、洪錫天、李天熙。主要農產品有辣椒、枸杞等。
值得一提的是，驰名韩国的青阳辣椒并不是青阳郡的特产，而是庆尚北道英阳郡与青松郡的特产。

## 友好城市
- 首爾永登浦區
- 首爾瑞草區
- 首爾江東區
- 首爾麻浦區
- 首爾衿川區
- 京畿道安山市
- 京畿道軍浦市
- 大田东区